# آيت سيدي امحمد أيوسف (أسول)
آيت سيدي امحمد أيوسف هي إحدى مشيخات المملكة المغربية، تتبع جغرافيا لإقليم تنغير وإداريًا لأسول. يقدر عدد سكانها بـ 1722 نسمة حسب الإحصاء الرسمي للسكان والسكنى لسنة 2004.